# Quinta do Barruncho
Quinta situada entre a Póvoa de Santo Adrião e Odivelas, outrora conhecida como Quinta da Granja (da Paradela) ou Quinta de Nossa Senhora do Rosário. Tem capela de invocação a Nossa Senhora do Rosário e ao Senhor do Bom Princípio.
Esta quinta é antiga, tendo sido uma comendadoria da Ordem de Malta. Em 1758 pertencia à viúva de António van Praet. Esta família van Praet era oriunda da Flandres. Por casamento, veio a quinta a recair na posse da família Barruncho, de onde lhe vem o nome.